# Casey Affleck

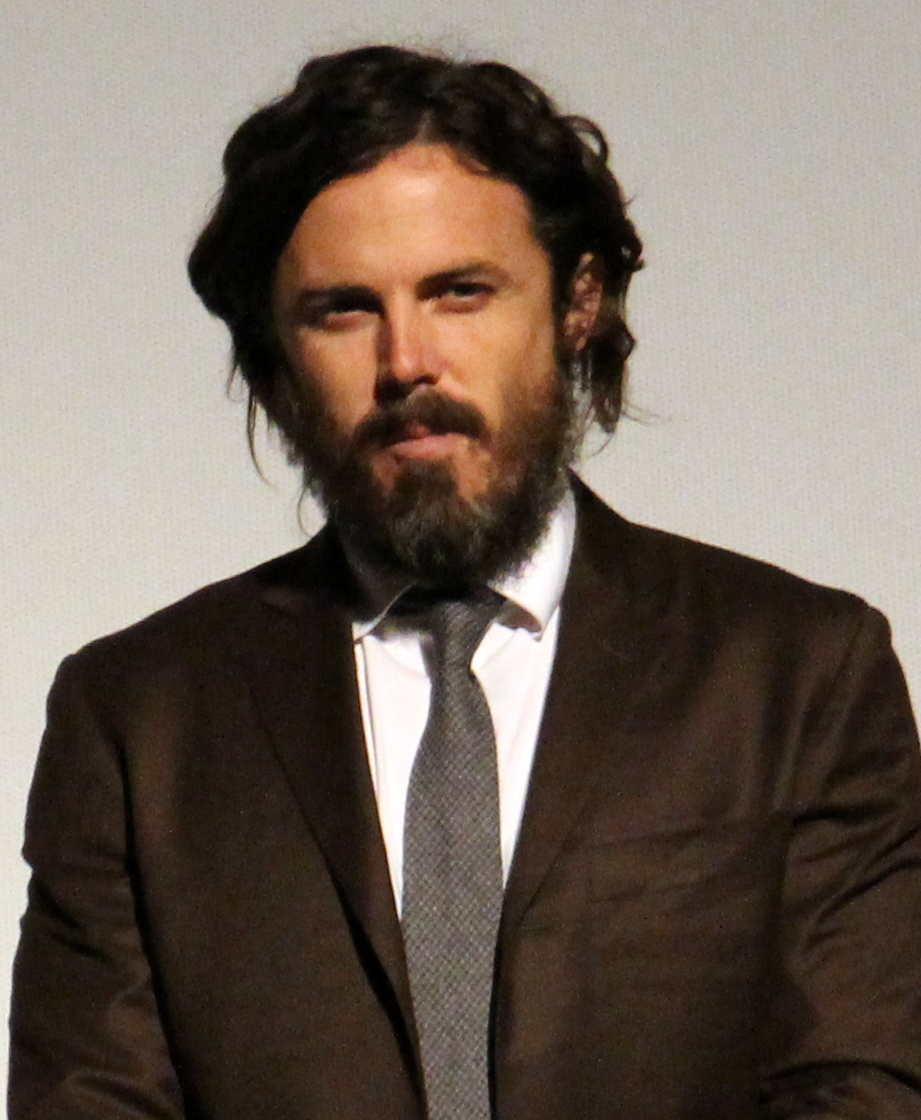
Casey Affleck (2016)

Caleb Casey McGuire Affleck-Boldt (* 12. August 1975 in Falmouth, Massachusetts) ist ein US-amerikanischer Schauspieler, Regisseur und Drehbuchautor. 2017 gewann er für seine Rolle in Manchester by the Sea unter anderem den Oscar als bester Hauptdarsteller.

## Leben

### Frühere Jahre
Affleck wurde in Falmouth, Massachusetts als zweiter Sohn von Christine Anne und Timothy Byers Affleck geboren. Sein älterer Bruder ist der Schauspieler Ben Affleck. Seine Mutter war Lehrerin und arbeitete für den örtlichen Schulbezirk, sein Vater war Vertreter für Medikamente, Sozialarbeiter, Hausmeister, Automechaniker und Barkeeper. Außerdem war er Schauspieler an der Theater Company of Boston. Affleck hat irische, schottische und englische Vorfahren und ist ein entfernter Cousin von Matt Damon. Er wuchs in einer der Episkopalkirche der Vereinigten Staaten von Amerika angehörenden Familie auf. Casey Affleck besuchte die George Washington University in Washington, D.C. und ging anschließend nach New York City auf die Columbia University, an der er Physik, Astronomie und Westliche Philosophie studierte. Er erreichte aber keinen Abschluss. Während seiner Highschool- und College-Zeit arbeitete er gelegentlich bei Produktionen für das Fernsehen als Schauspieler mit.

### Erste Auftritte (1995 bis 2006)

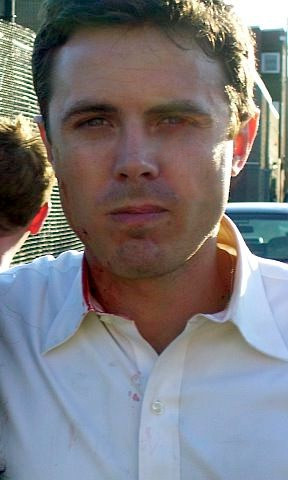
Casey Affleck (2006)

In seiner ersten Filmrolle spielte er neben Joaquin Phoenix und Nicole Kidman einen an Persönlichkeitsstörung leidenden Jugendlichen in Gus Van Sants Film To Die For. 1997 war er in dem Film Race the Sun – Im Wettlauf mit der Zeit zu sehen, in dem er seine erste Hauptrolle hatte. Im selben Jahr drehte er zwei Filme mit seinem Bruder, Chasing Amy und Good Will Hunting. Letzterer wurde von Ben Affleck und Matt Damon geschrieben, die damit den Oscar für das beste Drehbuch gewannen.
1998 spielte er zusammen mit Kate Hudson in dem Film Desert Blue mit und war 2000 in der Krimikomödie Der Fall Mona neben Danny DeVito, Bette Midler und Neve Campbell auf der Kinoleinwand zu sehen. Diese Filme erwiesen sich als kommerzielle Misserfolge.
2001 war Affleck Teil des Ensembles im Film Ocean’s Eleven von Steven Soderbergh. Affleck spielte hier die Figur Virgil Malloy und war auch in derselben Rolle in den beiden Fortsetzungen Ocean’s 12 und Ocean’s 13 zu sehen.
2002 wirkte er zusammen mit Matt Damon und Gus Van Sant am Drehbuch für den Film Gerry mit.

### Durchbruch als Schauspieler (seit 2007)
2007 spielte er Robert Ford, den Mörder von  Jesse James, in dem Western Die Ermordung des Jesse James durch den Feigling Robert Ford an der Seite von Brad Pitt, der Jesse James verkörperte. Für seine schauspielerische Leistung erhielt er eine Golden-Globe-Nominierung als Bester Nebendarsteller. Er wurde auch nominiert für den Oscar und den Screen Actors Guild Award. Für diese Rolle erhielt er durchweg gute Kritiken der Fachpresse.
Im Jahr 2007 spielte er in dem Film Gone Baby Gone – Kein Kinderspiel seine erste große Hauptrolle, Regie führte sein Bruder Ben. Der Film erhielt sehr gute Kritiken, Casey wurde für seine schauspielerischen Leistungen gelobt.
2010 feierte sein erster eigener Film, I’m Still Here bei den Internationalen Filmfestspielen von Venedig Premiere. Affleck führte Regie und schrieb zusammen mit seinem Schwager Joaquin Phoenix das Drehbuch.
2017 erhielt er für seine Hauptrolle im Drama Manchester by the Sea einen Golden Globe Award und einen Oscar.

### Persönliches
Affleck heiratete am 3. Juni 2006 seine Jugendfreundin und Schauspielkollegin Summer Phoenix in Savannah, Georgia. Das Paar hat zwei Söhne (geboren 2004 und 2008).
Mit der Heirat wurde er auch der Schwager von Rain, River, Liberty und Joaquin Phoenix. Im März 2016 gaben Affleck und Phoenix ihre Trennung bekannt.
Er engagiert sich ehrenamtlich für den Tierschutz und unterstützt Kampagnen der PETA und Farm Sanctuary. Er ernährt sich aus ethischen und gesundheitlichen Gründen vegan, spricht fließend Spanisch und lebt mit seiner Familie in Los Angeles und Winter Park, Florida.

## Filmografie

### Schauspieler
- 1988: American Playhouse (Fernsehserie, Folge 7x05 Lemon Sky)
- 1990: The Kennedys of Massachusetts (Fernsehfünfteiler)
- 1995: To Die For
- 1996: Race the Sun – Im Wettlauf mit der Zeit (Race the Sun)
- 1997: Good Will Hunting
- 1997: Chasing Amy
- 1997: Floating
- 1998: Desert Blue
- 1999: American Pie – Wie ein heißer Apfelkuchen (American Pie)
- 1999: Eine Nacht in New York (200 Cigarettes)
- 2000: Committed – Einmal 7. Himmel und zurück (Committed)
- 2000: Der Fall Mona (Drowning Mona)
- 2000: Hamlet
- 2000: Attention Shoppers
- 2001: Soul Survivors
- 2001: American Pie 2
- 2001: Ocean’s Eleven
- 2002: Gerry
- 2004: Ocean’s 12 (Ocean’s Twelve)
- 2005: Lonesome Jim
- 2006: Der letzte Kuss (The Last Kiss)
- 2007: Ocean’s 13 (Ocean’s Thirteen)
- 2007: Die Ermordung des Jesse James durch den Feigling Robert Ford (The Assassination of Jesse James by the Coward Robert Ford)
- 2007: Gone Baby Gone – Kein Kinderspiel (Gone Baby Gone)
- 2010: The Killer Inside Me
- 2011: Aushilfsgangster (Tower Heist)
- 2012: ParaNorman
- 2013: Auge um Auge (Out of the Furnace)
- 2013: The Saints – Sie kannten kein Gesetz (Ain’t Them Bodies Saints)
- 2014: Interstellar
- 2016: Manchester by the Sea
- 2016: The Finest Hours
- 2016: Triple 9
- 2017: A Ghost Story
- 2018: Ein Gauner & Gentleman (The Old Man & the Gun)
- 2019: Light of My Life
- 2019: The Friend
- 2020: The World to Come
- 2021: Every Breath You Take
- 2022: Dreamin’ Wild – Ein Leben für die Musik (Dreamin’ Wild)
- 2023: Oppenheimer
- 2024: The Instigators
- 2024: Slingshot

### Regisseur
- 1999: Untitled Sundance Shorts
- 2010: I’m Still Here
- 2019: Light of My Life

### Drehbuchautor
- 2024: The Instigators

## Auszeichnungen
British Academy Film Award
- 2017: Bester Hauptdarsteller (Manchester by the Sea)[5]

Golden Globe Award
- 2008: Nominierung als bester Nebendarsteller (Die Ermordung des Jesse James durch den Feigling Robert Ford)
- 2017: Bester Hauptdarsteller – Drama (Manchester by the Sea)

Gotham Award
- 2016: Bester Schauspieler (Manchester by the Sea)[6]

London Critics’ Circle Film Award
- 2017: Bester Hauptdarsteller (Manchester by the Sea)

Oscar
- 2008: Nominierung als bester Nebendarsteller (Die Ermordung des Jesse James durch den Feigling Robert Ford)
- 2017: Bester Hauptdarsteller (Manchester by the Sea)

Screen Actors Guild Award
- 2017: Nominierung als bester Hauptdarsteller (Manchester by the Sea)
- 2017: Nominierung als Mitglied des besten Schauspielensembles in einem Film (Manchester by the Sea)[7]
- 2024: Auszeichnung als Bestes Schauspielensemble (Oppenheimer)